# Andliga sånger, sjungna af Ira D. Sankey
Andliga sånger, sjungna af Ira D. Sankey är som namnet anger en sångsamling av Ira D. Sankeys framförda sånger. Den gavs ut i tre häften mellan 1875 och 1877. Ansvarig för sammanställningen var Teodor Trued Truvé. Totalt publicerades 230 sånger ur Ira Sankeys reperotoar. Men samlingen blev inte så populär som den senare utgivningen av totalt tio häften med titeln Sånger till Lammets lof, varav de första sex häftena bands ihop till en volym 1877.